# Who Put The Bomp
Who Put The Bomp, später nur Bomp! war eines der ersten Musik-Fanzines. Seine 21 Ausgaben erschienen von 1970 bis 1979. Das in den USA erscheinende Fanzine bot später bekannten Autoren wie Lester Bangs und Greil Marcus erste Veröffentlichungsmöglichkeiten und sorgte durch seine weite Bekanntheit dafür die DIY-Ethik des Punk mitzuprägen. Herausgeber Greg Shaw war in seiner Jugend im Science-Fiction-Fandom aktiv und kannte daher die Institution der Fanzines. 1966 gründete er den Bomp!-Vorgänger Mojo Navigator and Rock ‘n’ Roll News. Aus dem Bomp!-Fanzine entwickelte Shaw das unabhängige Plattenlabel Bomp! Records, das er bis zu seinem Tod 2004 leitete.
Der Name Who Put The Bomp ist dem Titel eines Novelty Songs von Barry Mann aus dem Jahr 1961 entlehnt, der infolge der Bekanntheit des Fanzines später von diversen Punk-Bands wie zum Beispiel Me First and the Gimme Gimmes gecovert wurde.